# خودکشی اجباری

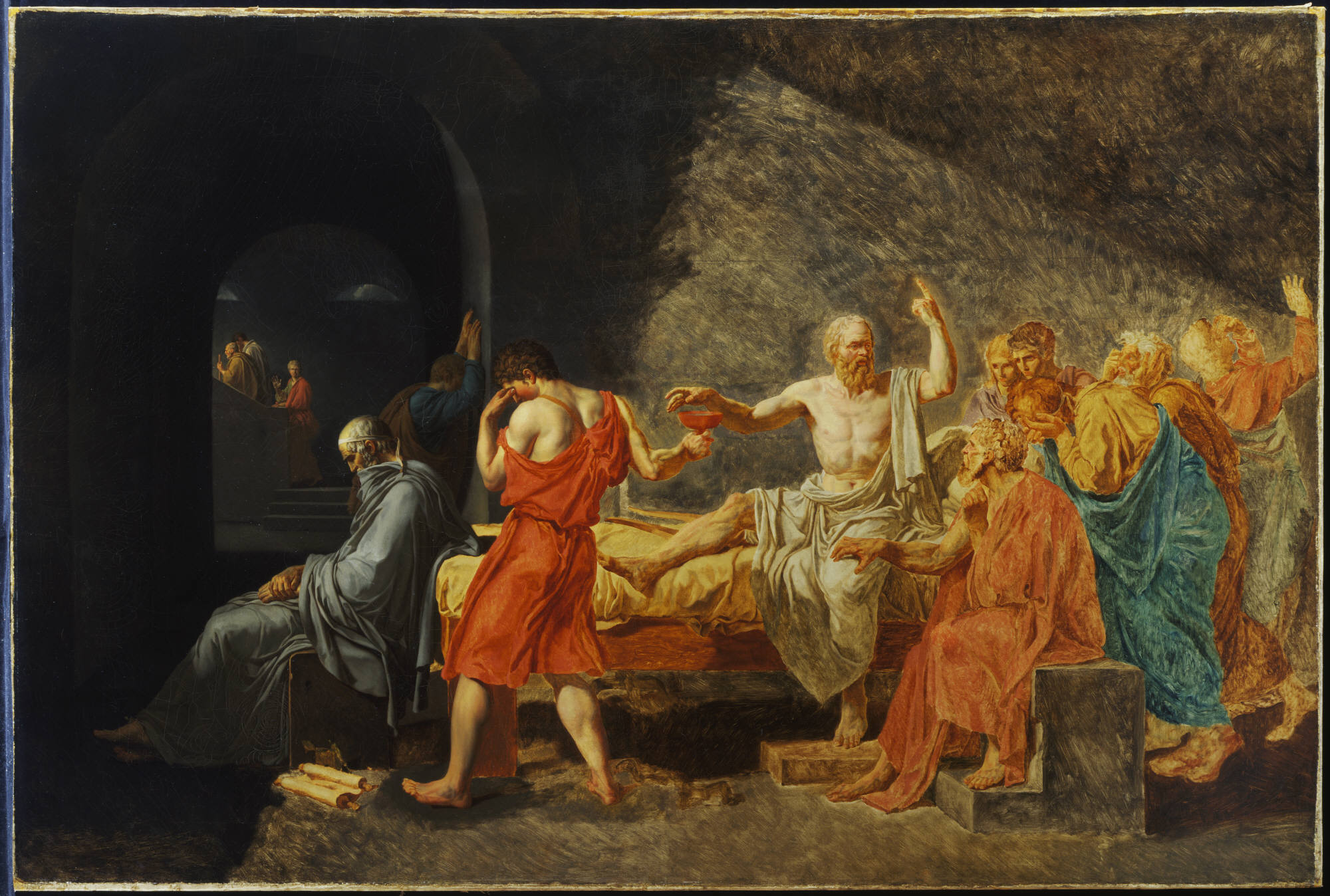
تابلوی مرگ سقراط، اثر ژاک لوئی داوید

خودکشی اجباری نوعی خودکشی‌ست که در آن، فرد تمایل به کشتن خود ندارد، ولی مجبور به این کار می‌شود. مرگ سقراط از جمله نمونه‌های خودکشی اجباری‌ست. 